# Raciąż (gmina w województwie bydgoskim)
Raciąż – dawna gmina wiejska istniejąca w latach 1934–1954 w woj. pomorskim/bydgoskim (dzisiejsze woj. kujawsko-pomorskie). Siedzibą władz gminy był Raciąż.
Gmina zbiorowa Raciąż została utworzona 1 sierpnia 1934 roku w powiecie tucholskim w woj. pomorskim z dotychczasowych jednostkowych gmin wiejskich: Piastoszyn, Raciąż, Stobno i Żalno oraz z obszarów dworskich położonych na tych terenach lecz nie wchodzących w skład gmin. 
Po wojnie gmina zachowała przynależność administracyjną. 6 lipca 1950 roku zmieniono nazwę woj. pomorskiego na bydgoskie. Według stanu z dnia 1 lipca 1952 roku gmina składała się z 5 gromad: Piastoszyn, Raciąż, Stobno, Wysoka i Żalno. Gmina została zniesiona 29 września 1954 roku wraz z reformą wprowadzającą gromady w miejsce gmin. Jednostki nie przywrócono 1 stycznia 1973 roku po reaktywowaniu gmin.